# Alvaro Sellani
Alvaro Sellani (Roma, 10 maggio 1934) è un ex calciatore italiano, di ruolo centrocampista.

## Carriera
Mediano cresciuto negli Allievi della Lazio, debutta nei campionati regionali con la Stadium Roma, e nel 1954 passa alla Sambenedettese in Serie C.
Nella stagione 1956-1957 debutta in Serie B con il Messina, disputando quattro campionati per un totale di 88 presenze e 2 gol.
Negli anni successivi torna a giocare in Serie C con Siena, Marsala, L'Aquila e Salernitana.

## Palmarès

### Club

#### Competizioni nazionali
- Serie C: 1

Sambenedettese: 1955-1956